# جامانكي
جامانكي، هي إحدى النواحي التابعة لقضاء العمادية  في  محافظة دهوك في اقليم كردستان العراق.